# 鹿児島県道79号名瀬瀬戸内線
鹿児島県道79号名瀬瀬戸内線（かごしまけんどう79ごう なぜせとうちせん）は、鹿児島県奄美市から奄美大島の西岸（北岸）の大島郡大和村、大島郡宇検村を通って、大島郡瀬戸内町に至る県道（主要地方道）である。

## 概要
鹿児島県奄美市名瀬伊津部町から大島郡大和村・大島郡宇検村を通り大島郡瀬戸内町大字古仁屋を結ぶ、鹿児島県で最長の県道である。

### 路線データ
- 起点：鹿児島県奄美市名瀬伊津部町（永田橋交差点、国道58号交点、鹿児島県道81号名瀬龍郷線起点）
- 終点：鹿児島県大島郡瀬戸内町大字古仁屋（国道58号交点、鹿児島県道626号蘇刈古仁屋線終点）
- 総延長：100.742 km

## 歴史
- 1993年（平成5年）5月11日 - 建設省から、県道名瀬瀬戸内線が名瀬瀬戸内線として主要地方道に指定される[2]。
- 2015年（平成27年）6月28日 - 久根津トンネル開通[3]。
- 2022年（令和4年）3月27日 - 奄美市と大島郡大和村にまたがる宮古崎トンネル（2,316 m）を含む、根瀬部国直工区（2,870 m）が開通する[4]。
- 2023年（令和5年）6月6日 - 鹿児島県告示第508号により、宮古崎トンネルの旧道の県道指定が解除される[5]。
- 2025年（令和7年）3月22日 - 眞久慈トンネルを含む、大島郡瀬戸内町久慈 - 古志（0.4 km）が開通する[6]。

## 路線状況

### 道路施設

#### 橋梁
- 浜平橋（小宿大川、奄美市）
- 新須古橋（河内川、大島郡宇検村）

#### トンネル
- 朝仁隧道：延長333 m、1973年（昭和48年）竣工、奄美市
- 小宿トンネル：延長260 m、1984年（昭和59年）竣工、奄美市
- 根瀬部トンネル：延長226 m、1989年（平成元年）竣工、奄美市
- 宮古崎トンネル：延長2.316 m[4]、2022年（令和4年）竣工、奄美市 - 大島郡大和村
- 名音隧道：延長386 m、1968年（昭和43年）竣工、大島郡大和村
- 国直トンネル：延長260 m、1983年（昭和58年）竣工、大島郡大和村
- 今里隧道：172 m、1965年（昭和40年）竣工、大島郡大和村
- 毛陣トンネル：1,212 m、1998年（平成10年）竣工、大島郡大和村
- 尾神山トンネル：210 m、1991年（平成3年）竣工、大島郡大和村
- 油井隧道：延長275 m、1960年（昭和35年）竣工、大島郡瀬戸内町
- 久根津トンネル：延長318 m、2015年（平成27年）竣工、大島郡瀬戸内町

## 地理

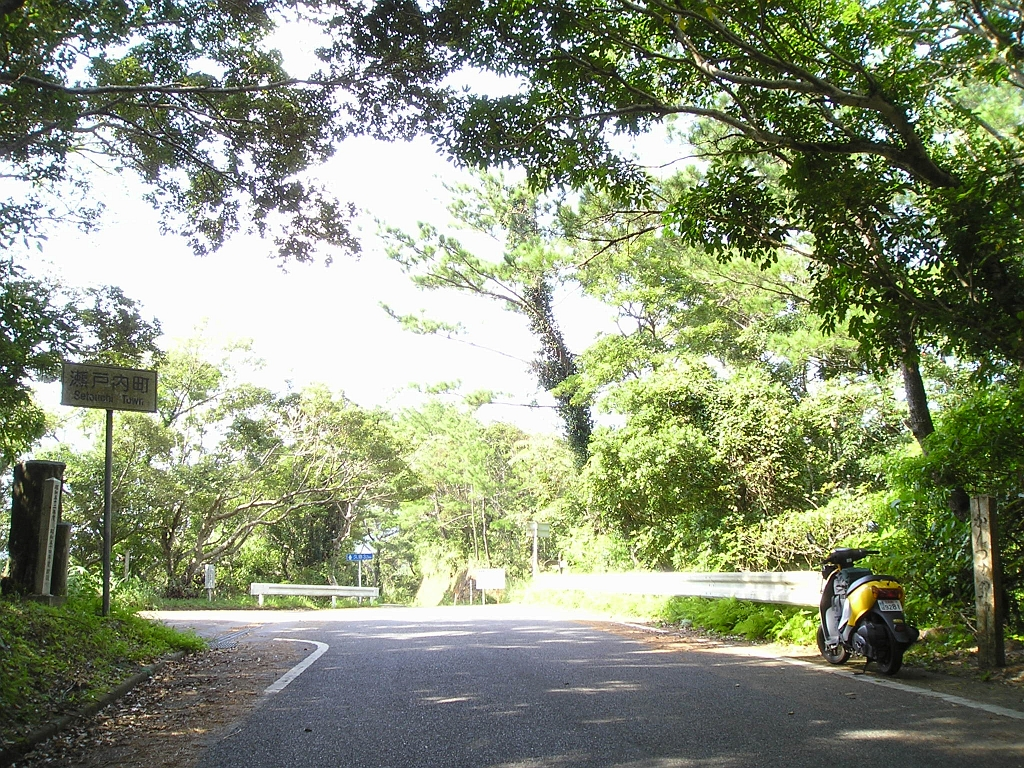
佐念山の峠

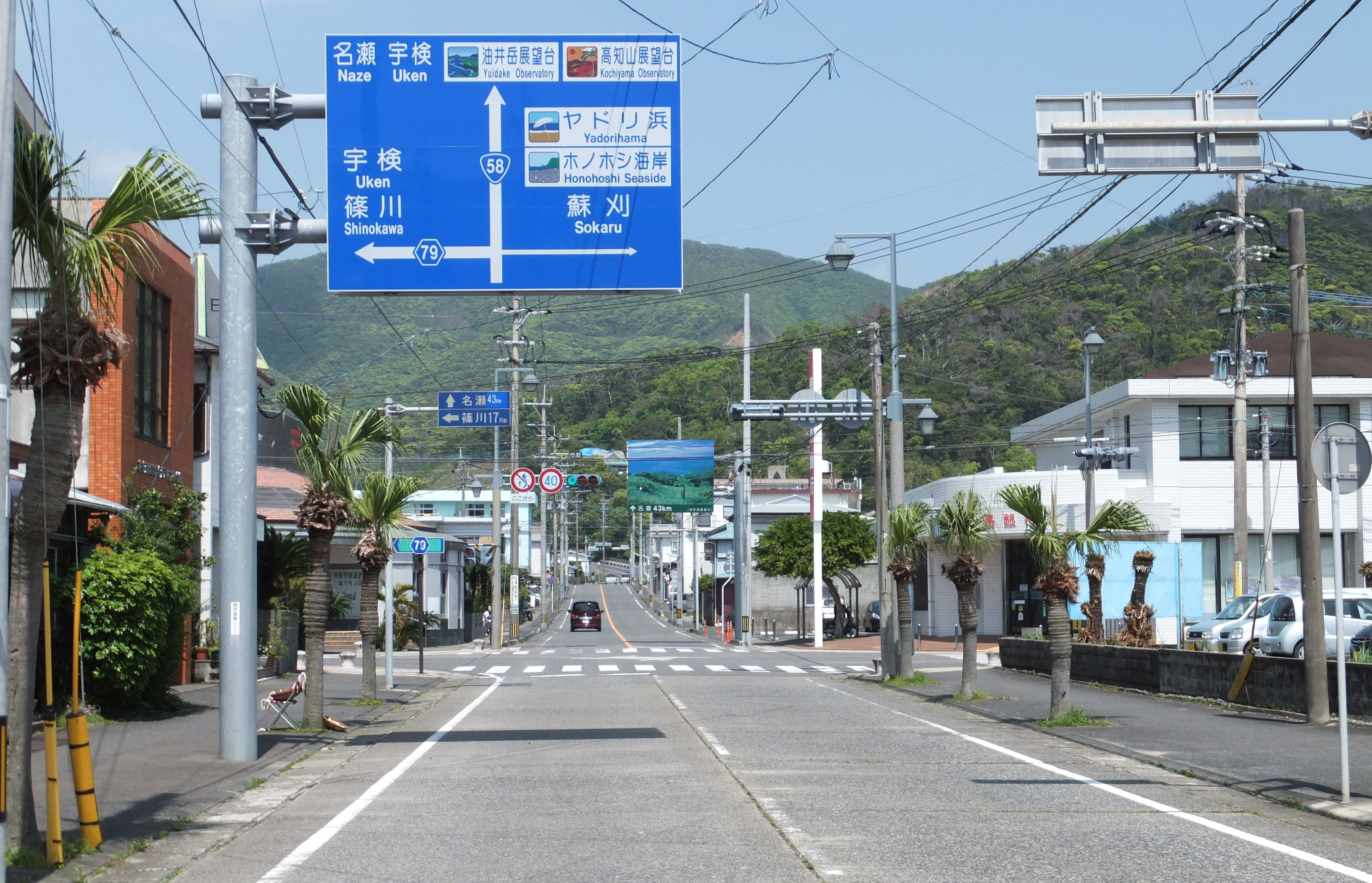
終点の古仁屋から国道58号の名瀬方向を見た風景

### 通過する自治体
- 奄美市
- 大島郡大和村
- 大島郡宇検村
- 大島郡瀬戸内町

### 交差する道路
| 交差する道路                         | 市町村名 | 市町村名 | 交差する場所 | 交差する場所        |
| ------------------------------------ | -------- | -------- | ------------ | ------------------- |
| 国道58号 鹿児島県道81号名瀬龍郷線    | 奄美市   | 奄美市   | 名瀬伊津部町 | 永田橋交差点 / 起点 |
| 鹿児島県道605号名瀬港線              | 奄美市   | 奄美市   | 名瀬入舟町   |                     |
| 鹿児島県道85号湯湾新村線             | 大島郡   | 宇検村   | 大字湯湾     |                     |
| 鹿児島県道627号曽津高崎線            | 大島郡   | 宇検村   | 大字名柄     |                     |
| 鹿児島県道627号曽津高崎線            | 大島郡   | 瀬戸内町 | 大字久慈     |                     |
| 鹿児島県道612号篠川下福線            | 大島郡   | 瀬戸内町 | 大字篠川     |                     |
| 国道58号 鹿児島県道626号蘇刈古仁屋線 | 大島郡   | 瀬戸内町 | 大字古仁屋   | 終点                |

### 沿線
- 奄美市立名瀬小学校
- 奄美市役所
- 名瀬郵便局
- 奄美市立金久中学校
- 奄美警察署
- 大浜海浜公園（入口）
- 奄美市立知根小学校
- 大和村立大和小中学校
- 大和村立大棚中学校
- 大和村立戸円小中学校
- 大和村立名音小中学校
- 大和村立今里小中学校
- 宇検村立田検小中学校
- 佐念山の峠 - 宇検村と瀬戸内町の境界に位置する。島唄『かんつめ節』の舞台。
- 瀬戸内町立久慈小中学校
- 瀬戸内町立油井小中学校
- 古仁屋郵便局